# ペドロ・マルティン
ペドロ・ホセ・マルティン・モレノ（Pedro José Martín Moreno、1992年1月16日 - ）は、スペイン・マラガ出身のサッカー選手。ジムナスティック・タラゴナ所属。ポジションはFW。

## 経歴
2008年に地元クラブであるマラガCFからアトレティコ・マドリードのカンテラに加入する。その2年後にはCチームに昇格すると、翌年のプレシーズンにはトップチームの練習に参加した。2011-12シーズンにはBチームに昇格し、トップチームにはコパ・デル・レイのアルバセテ・バロンピエ戦で途中出場し、公式戦のトップチームデビューを果たした。2013年、CDヌマンシアに期限付き移籍。2014年8月26日にCDミランデスに移籍した。2015年6月30日、CDテネリフェに移籍した。